# Хал-Сафлиени
Хал-Сафлиени, мальт. Ħal-Saflieni — гипогей (от греч.  hypo + gaia, подземный [храм]), мегалитическое подземное сооружение в городе Паола на острове Мальта. Представляет собой 34 помещения, выдолбленные в толще известняка. Памятник Всемирного наследия с 1980 года.
Начало сооружения Хал-Сафлиени относится к 4000 г. до н. э., либо несколько более раннему периоду, так как в сооружении была обнаружена керамика периода Гхар-Далам (англ.)..

## История исследования
Гипогей Хал-Сафлиени — древнейший мегалитический храм Мальты — был случайно обнаружен строителями при проведении канализации в 1902 году. Первоначально находка не получила огласки (обнаружившие гипогей строители, хотя быстро поняли, что имеют дело с древним сооружением, использовали искусственную пещеру в качестве свалки строительного мусора), однако ею заинтересовался иезуитский отец Эммануил, который первым и начал раскопки. Внутри конусо- или яйцеобразных помещений были обнаружены многочисленные разрозненные костные останки людей и жертвенных животных. На стенах были открыты геометрические узоры, а также следы использования охры в ритуальных целях.
После смерти отца Эммануила в 1907 году исследованиями мальтийских мегалитов руководил мальтийский археолог Теми Заммит. Он предположил, что здесь когда-то находился оракул, привлекавший на Мальту паломников со всего Средиземноморья.
Мария Гимбутас позднее связала Хал-Сафлиени со своим учением о матриархальной Старой Европе. В качестве подтверждения того, что в Хал-Сафлиени процветал культ женского плодородия, она указывает на то, что храмовые залы имеют форму материнского чрева, а внутри гипогея была обнаружена неолитическая статуэтка спящей тучной женщины, продолжающая традицию палеолитических венер.

## Назначение
Несмотря на сходство в устройстве с расположенными на поверхности мегалитическими храмами Мальты, предполагают, что в гипогее на протяжении многих столетий функционировал общинный могильник. Древние обитатели Мальты вырубали в породе всё новые коридоры и гроты, в которых хоронили своих мёртвых. Таким образом, общая площадь подземного комплекса составила 480 квадратных метров, в древние времена здесь могло быть похоронено 6-7 тысяч человек.

## Помещения
В числе интересных помещений следует отметить так называемую «Комнату оракула» (звуки, произнесённые низким мужским голосом, резонируют по всему помещению гипогея, а все другие остаются не слышными в соседних комнатах) и самую нижнюю комнату, ведущие в которую ступени обрываются на высоте нескольких метров над уровнем пола.

## Современное состояние
В 1992—1996 годах гипогей находился на реставрации и был закрыт для посещения. В настоящее время в него допускается не более 80 туристов в сутки, что требует от них заблаговременного заказа экскурсии.
После реконструкции гипогей был оборудован современным фойе с видеозалом и кафе, металлическими лестницами, перегородками и системой освещения. Вход более чем в половину помещений для туристов сейчас закрыт. Фотографировать в гипогее по неясным причинам строго запрещено даже без вспышки.
- Современный вход в Гипогей
- Спящая праматерь
- Модель Гипогея

## Другие мальтийские мегалиты
- Джгантия — древнейшие свободностоящие каменные здания на Земле